# لور بدورته (باركشير)
لور بدورته (بالإنجليزية: Lower Padworth)‏ هي قرية تقع في المملكة المتحدة في جنوب شرق إنجلترا.